# Potrero del Llano, Meoqui
Potrero del Llano är en ort i Mexiko.   Den ligger i kommunen Meoqui och delstaten Chihuahua, i den nordvästra delen av landet, 1 200 km nordväst om huvudstaden Mexico City. Potrero del Llano ligger 1 168 meter över havet och antalet invånare är 394.
Terrängen runt Potrero del Llano är platt.  Trakten runt Potrero del Llano är nära nog obefolkad, med mindre än två invånare per kvadratkilometer. Närmaste större samhälle är Jiménez, 19,6 km sydost om Potrero del Llano. Omgivningarna runt Potrero del Llano är i huvudsak ett öppet busklandskap.